# Quispamsis
Quispamsis est une ville située dans la vallée de Kennebecasis, dans le sud-ouest du Nouveau-Brunswick, 22 km au nord de la ville de Saint-Jean, le centre énergétique de l'Est du Canada.

## Toponyme
Les premiers habitants étaient des Malécites qui nommèrent cette zone qospemsis, qui signifie petit lac, en référence au lac Ritchie. Le village fut ensuite connu sous les noms Wetmore's, Gondola Point Road et Lakefield avant d'être renommé Quispamsis par le Chemin de fer European & North American en 1857.

## Géographie
Quispamsis est une des villes néo-brunswickoise qui grandit le plus rapidement mais pourtant, elle contient un caractère de petite ville avec une excellente qualité de vie. Le centre-ville de Quispamsis a été zoné principalement à des fins commerciales.

### Situation
Quispamsis est située sur les rives des rivières Kennebecasis et Hammond et possède un lac, le lac Ritchie, en plein centre-ville. À 15 minutes est située la ville de Saint-Jean. Sussex est localisé à 45 minutes. Pour Moncton et Frédéricton, 1 heure 30 minutes est nécessaire pour arriver à ces destinations.

### Logements
(septembre 2024).
La ville comptait 5324 logements privés en 2006, dont 5200 occupés par des résidents habituels. Parmi ces logements, 88,1 % sont individuels, 0,8 % sont jumelés, 1,0 % sont en rangée, 3,5 % sont des appartements ou duplex et 1,3 % sont des immeubles de moins de cinq étages. Enfin, 5,5 % des logements entrent dans la catégorie autres, tels que les maisons-mobiles. 95,9 % des logements sont possédés alors que 4,1 % sont loués. 58,8 % ont été construits avant 1986 et 6,1 % ont besoin de réparations majeures. Les logements comptent en moyenne 8,2 pièces et 0,0 % des logements comptent plus d'une personne habitant par pièce. Les logements possédés ont une valeur moyenne de 167 725 $, comparativement à 119 549 $ pour la province.

## Histoire
Le chemin de fer European and North American Railway est construit en 1857. La localité est rurale jusque vers les années 1960, bien qu'elle soit un lieu de villégiature. Par la suite, Qusipamsis devient graduellement une banlieue de Saint-Jean.
L'école élémentaire de Quispamsis est inaugurée en 1960. Quispamsis est constitué en village en 1966, avant de devenir une ville le 22 décembre 1982. La localité redevient un village et annexe Gondola Point, qui avait été constitué en 1966. L'école élémentaire Lakefield ouvre ses portes en 1978. Quispamsis est à nouveau une ville depuis le 1er janvier 1998. Le conseiller municipal Gerry Maher milite durant les années 2000 en faveur de la création de la ville de Kennebecassis Valley, qui regrouperait Quispamsis et Rothesay. Le conseil municipal votre contre cette proposition préférant créer un comité conjoint pour étudier la question. Le centre QPlex est inauguré le 1er juillet 2011 au coût de 24,5 millions $.
Le territoire de la ville reste inchangé après la réforme de la gouvernance locale du 1er janvier 2023.

## Démographie
(juillet 2016).
La ville comptait 15 239 habitants en 2006, soit une hausse de 10,8 % en cinq ans. Il y a en tout 5200 ménages dont 4585 familles. Les ménages comptent en moyenne 2,9 personnes tandis que les familles comptent en moyenne 3,1 personnes. Les ménages sont composés de couples avec enfants dans 45,1 % des cas, de couples sans enfants dans 33,6 % des cas et de personnes seules dans 11,5 % des cas alors que 9,7 % des ménages entrent dans la catégorie autres (familles monoparentales, colocataires, etc.). 84,2 % des familles comptent un couple marié, 7,1 % comptent un couple en union libre et 8,7 % sont monoparentales. Dans ces dernières, une femme est le parent dans 71,3 % des cas. L'âge médian est de 37,5 ans, comparativement à 41,5 ans pour la province. 78,6 % de la population est âgée de plus de 15 ans, comparativement à 83,8 % pour la province. Les femmes représentent 50,5 % de la population, comparativement à 51,3 % pour la province. Chez les plus de 15 ans, 24,8 % sont célibataires, 64,5 % sont mariés, 2,4 % sont séparés, 4,7 % sont divorcés et 3,6 % sont veufs. De plus, 5,3 % vivent en union libre.
| 1981  | 1986  | 1991  | 1996  | 2001   | 2006   | 2011   |
| ----- | ----- | ----- | ----- | ------ | ------ | ------ |
| 6 022 | 7 185 | 8 446 | 8 839 | 13 757 | 15 239 | 17 886 |

| 2016   | - | - | - | - | - | - |
| ------ | - | - | - | - | - | - |
| 18 245 | - | - | - | - | - | - |

Les autochtones représentent 0,3 % de la population et 1,4 % des habitants font partie d'une minorité visible. Les immigrants représentent 4,1 % de la population et 0,1 % des habitants sont des résidents permanents. 1,1 % des habitants ne sont pas citoyens canadiens et 86,8 % des habitants âgés de plus de 15 ans sont issus de familles établies au Canada depuis trois générations ou plus. En date du 16 mai 2006, 90,8 % des gens avaient la même adresse depuis au moins un an alors que 3,2 % habitaient auparavant ailleurs dans la même ville, que 4,0 % habitaient ailleurs dans la province, que 2,0 % habitaient ailleurs au pays et que 0,1 % habitaient ailleurs dans le monde. À la même date, 66,5 % des gens avaient la même adresse depuis au moins cinq ans alors que 12,6 % habitaient auparavant ailleurs dans la même ville, que 13,4 % habitaient ailleurs dans la province, que 6,8 % habitaient ailleurs au pays et que 0,6 % habitaient ailleurs dans le monde.
La langue maternelle est le français chez 4,6 % des habitants, l'anglais chez 93,3 % et les deux langues chez 0,4 % alors que 1,6 % sont allophones. Les deux langues officielles sont comprises par 20,0 % de la population alors que 0,4 % des habitants sont unilingues francophones, que 79,6 % sont unilingues anglophones et que personne ne connait ni l'anglais ni le français. Le français est parlé à la maison par 2,0 % des gens, l'anglais par 97,2 %, les deux langues officielles par 0,3 % et une langue non officielle seule par 0,4 %. Le français est utilisé au travail par 1,4 % des travailleurs et l'anglais par 98,1 % alors que 0,4 % des travailleurs utilisent les deux langues officielles.
Chez les plus de 15 ans, 15,7 % n'ont aucun certificat, diplôme ou grade, 25,4 % ont uniquement un diplôme d'études secondaires ou l'équivalent et 58,8 % détiennent aussi un certificat, un diplôme ou un grade post-secondaire; par comparaison, ces taux s'élèvent à 29,4 %, 26,0 % et 44,6 % au provincial. Parmi la même tranche d'âge, 9,8 % des gens possèdent un diplôme d'un programme d'un an au CCNB ou l'équivalent, 23,5 % détiennent un diplôme d'un programme de trois ans au CCNB ou l'équivalent, 3,5 % ont un diplôme ou un certificat universitaire inférieur au baccalauréat et 22,0 % ont un certificat, un diplôme ou un grade universitaire plus élevé. Parmi ces diplômés, 8,2 % sont formés en enseignement, 1,3 % en arts ou en communications, 4,0 % en sciences humaines, 5,3 % en sciences sociales ou en droit, 27,0 % en commerce, en gestion ou en administration, 3,6 % en sciences et technologies, 4,0 % en mathématiques ou en informatique, 25,8 % en architecture, en génie ou dans des domaines connexes, 0,7 % en agriculture, en ressources naturelles ou en conservation, 14,4 % en santé, parcs, récréation ou conditionnement physique, 5,7 % en services personnels, de protection ou de transport et aucun dans d'autres domaines. Les diplômés post-secondaires ont terminé leurs études à l'extérieur du pays dans 3,5 % des cas.

## Économie
(septembre 2024).
Le recensement de 2006 de Statistique Canada fournit aussi des données sur l'économie. Chez les habitants âgés de plus de 15 ans, le taux d'activité était alors de 73,8 %, le taux d'emploi était de 69,9 % et le taux de chômage était de 5,3 %; à titre de comparaison, ceux de la province étaient respectivement de 63,7 %, 57,3 % et 10,0 %.
On dénombrait 3,1 % des emplois dans l'agriculture, la pêche et les autres ressources, 6,5 % dans la construction, 10,1 % dans la fabrication, 5,4 % dans le commerce de gros, 13,2 % dans le commerce de détail, 5,6 % dans la finance et l'immobilier, 11,8 % dans la santé et les services sociaux, 7,2 % dans l'éducation, 20,0 % dans les services de commerce et 16,9 % dans les autres services.
Chez les personnes âgées de 15 ans et plus, 9 325 ont déclaré des gains et 11 285 ont déclaré un revenu en 2005. 92,7 % avaient aussi déclaré des heures de travail non rémunérées. Le revenu médian s'élevait alors à 30 565 $ avant et à 26 753 $ après impôt, comparativement à la moyenne provinciale de 22 000 $ avant et 20 063 $ après impôt; les femmes gagnaient en moyenne 6 715 $ de moins que les hommes après impôt, soit 20 038 $. En moyenne, 83,6 % du revenu provenait de gains, 7,3 % de transferts gouvernementaux et 9,1 % d'autres sources. 2,6 % de toutes les personnes dans les ménages avaient un faible revenu après impôt, une proportion descendant à 2,3 % pour les moins de 18 ans.
Parmi la population active occupée, 6,2 % des gens travaillaient à domicile, 0,4 % travaillaient à l'extérieur du pays, 9,1 % n'avaient pas de lieu de travail fixe et 84,3 % avaient un lieu de travail fixe. Parmi les travailleurs ayant un lieu de travail fixe, 10,8 % travaillaient en ville, 13,7 % travaillaient ailleurs dans le comté, 74,6 % travaillaient dans un autre comté et 0,8 % travaillaient dans une autre province.
Entreprise Saint-Jean, membre du Réseau Entreprise, a la responsabilité du développement économique.

## Administration
(juillet 2016).

### Conseil municipal
Le conseil municipal est formé d'un maire et de sept conseillers généraux.
Le conseil municipal actuel est élu lors de l'élection quadriennale du 10 mai 2016.
Anciens conseils municipaux
Un conseil est formé à la suite de l'élection du 12 mai 2008. La conseillère Libby O'Harra est élue lors d'une élection partielle tenue le 9 mai 2011, en remplacement de Gerry Maher, qui démissionna le 21 décembre 2010. Le conseil municipal suivant est élu lors de l'élection quadriennale du 14 mai 2012.
| Mandat      | Fonctions            | Nom(s) |
| ----------- | -------------------- | --- |
| 2012 - 2016 | Maire                | Murray Driscoll                                                                                            |
| 2012 - 2016 | Conseillers généraux | Gary D. Clark, Lisa Loughery, Kirk R. Miller, Libby O'Harra, Emil T. Olsen, J. Pierre Rioux, Beth Thompson |

| Mandat      | Fonctions   | Nom(s) |
| ----------- | ----------- | --- |
| 2008 - 2012 | Maire       | Murray Driscoll |
| 2008 - 2012 | Conseillers | Daryl Ronald Bishop, Gary Donald Clark, Lisa M. Loughery, Libby O'Harra, Emil T. Olsen, Pierre Rioux et Beth Thompson. |

| Période                                  | Période  | Identité              | Étiquette | Qualité |
| ---------------------------------------- | -------- | --------------------- | --------- | ------- |
| 2008                                     | en cours | Murray Driscoll       |           |         |
| 2001                                     | 2008     | Ron Maloney           |           |         |
| 1995                                     | 2001     | Bob A. Peters         |           | Médecin |
|                                          |          | Leslie Hamilton Brown |           |         |
| Les données manquantes sont à compléter. |          |                       |           |         |

### Représentation et tendances politiques
Quispamsis est membre de l'Union des municipalités du Nouveau-Brunswick.
 Nouveau-Brunswick: La circonscription provinciale de Quispamsis comprend tout le territoire de la ville. Elle est représentée à l'Assemblée législative du Nouveau-Brunswick par Aaron Kennedy, du Parti libéral. Il fut élu en 2024, défaisant Blaine Higgs, chef du Parti progressiste-conservateur.
 Canada: La majeure partie de Quispamsis est comprise dans la circonscription fédérale de Fundy Royal. Cette circonscription est représentée à la Chambre des communes du Canada par Rob Moore, du Parti conservateur. Une portion du territoire, à la frontière avec Rothesey, est plutôt incluse dans la circonscription fédérale de Saint John, qui est représentée par Wayne Long, du Parti libéral.

## Culture

### Langues
Selon la Loi sur les langues officielles, Quispamsis est officiellement anglophone puisque moins de 20 % de la population parle le français.

### Architecture et monuments
Quispamsis est l'emplacement de Stoneycroft, l'ancienne « Twelve Mile House », construite vers 1800 et aujourd'hui lieu historique provincial depuis 1977. Il s'agit d'une maison loyaliste reflétant avec exactitude la vie des premiers colons.
Un pont couvert traverse la rivière Hammond à French Village, près du pont de la route 1. Il fut construit en 1912 et mesure 55,2 mètres de long.

## Vivre à Quispamsis

### Éducation
Quispamsis compte deux écoles publiques anglophones faisant partie du district scolaire #6. L’école élémentaire Lakefield et l'école élémentaire de Quispamsis accueillent les élèves de la maternelle à la 5e année. Les élèves peuvent poursuivre leurs études à Rothesay. Quispamsis possède la bibliothèque publique Kennebecasis.
La ville est incluse dans le territoire du sous-district 9 du district scolaire Francophone Sud. L'école Samuel-de-Champlain de Saint-Jean est l'établissement francophone le plus proche alors que les établissements d'enseignement supérieurs les plus proches sont dans le Grand Moncton.

### Autres services publics
La ville bénéficie d'un foyer de soins agréés, le Kings Way Care Centre.
Un traversier relie la ville à la péninsule de Kingston par la rivière Kennebecasis.
La Rothesay Regional Police est basée à Quispamsis et dessert aussi la ville de Rothesay. Le service dispose de 31 policiers, de 6 répartiteurs, de 2 employés civils et de 7 auxiliaires. Le détachement de la Gendarmerie royale du Canada le plus proche est à Hampton.
Il y a un comptoir postal.
La plage de Gondola Point est une plage d'eau douce surveillée, disposant de vestiaires et d'une aire de pique-nique.
Le QPlex comprend un patinoire de la taille réglementaire de la Ligue nationale de hockey, une piscine à vagues, un bassin récréatif, une piscine olympique, une piste de marche intérieure à trois couloirs, un centre communautaire YMCA-YWCA, un terrain de jeu adapté avec surface en caoutchouc, une salle multifonctionnelle et une salle d'exposition. Le centre est accessible aux handicapées et est certifié LEED.
Les anglophones bénéficient du quotidien Telegraph-Journal, publié à Saint-Jean, et du Kings County Records, de Sussex. Les francophones bénéficient quant à eux du quotidien L'Acadie nouvelle, publié à Caraquet, ainsi que l'hebdomadaire L'Étoile, de Dieppe.

### Religion
L'église St. Augustine's et l'église St. Luke's dans le centre de la ville ainsi que l'église Holy Trinity à Hammond River sont des lieux de cultes anglicans. Quispmasis compte aussi une église catholique romaine, l'église St. Mark's, faisant partie du diocèse de Saint-Jean.